# Jenny Wood (Schriftstellerin)
Jenny Wood (* 22. Januar 1985 in Hagen) ist eine deutsche Schriftstellerin.

## Leben und Werk
Jenny Wood ist gelernte Bankkauffrau, studierte an der Ruhr Uni Bochum (ohne Abschluss) Germanistik und Sozialwissenschaften und arbeitet seit 2014 im Öffentlichen Dienst. Sie lebt in ihrer Heimatstadt Hagen und ist verheiratet.
Ihr erster Roman Letzter Plan erschien 2016 im Amrûn Verlag in der Reihe „Zombie Zone Germany“ und wurde mit dem 3. Preis des Vincent Preis 2016 in der Kategorie „Bester Roman national“ ausgezeichnet. 2017 und 2019 war sie in der Kategorie „Beste Kurzgeschichte“ für den Deutschen Phantastikpreis nominiert, 2022 erreichte ihr Roman Totennacht die Shortlist des „Goldener Stephan“. Seit 2022 schreibt sie zusammen mit Melanie Vogltanz die Crossover-Romanreihe „Seth und Mafed“. Jenny Wood ist Mitglied des Phantastik-Autoren-Netzwerks (PAN).

## Romane
- Zombie Zone Germany: Letzter Plan. Amrûn Verlag, Traunstein 2016, ISBN 978-3-95869-266-4.
- Der Hain hinter dem Herrenhaus. Art Skript Phantastik Verlag, Salach 2018, ISBN 978-3-945045-26-8.
- Totenfluch: Ein Fall für Mafed und Barnell. Art Skript Phantastik Verlag, Salach 2022, ISBN 978-3-945045-23-7.
- mit Melanie Vogltanz: Path into Duat: Seth und Mafed. Art Skript Phantastik Verlag, Salach 2022, ISBN 978-3-945045-39-8.
- Totennacht: Mafed kehrt zurück (Kemet). Art Skript Phantastik Verlag, Salach 2023, ISBN 978-3-949880-03-2.

## Kurzgeschichten
- Totengeister: Ein Fall für Mafed und Barnell. Kindle Direct Publishing, 2020
- Totensand: Ein Fall für Mafed und Barnell. Kindle Direct Publishing, 2023

## Hörspiele / Hörbücher (Drehbücher)
- Sei mein Kompagnon! In: Cat Lewis (Hrsg.): Zimtsternküsse 2. Amrûn Verlag, Traunstein 2016, ISBN 978-3-95869-204-6.
- Tag der Toten. In: Katharina Fiona Bode (Hrsg.): Yggdrasil der Weltenbaum – Fenrir und Loki. Wölfchen Verlage, Syke 2017, ISBN 978-3-943406-70-2.
- Welkende Rosen/DasMädchen für tausendundeine Nacht/Aus Asche geboren. In: Maria Engels & David Rohlmann (Hrsg.): Saint Falls. 2017.
- Totenpfade. In: Katharina Fiona Bode & Grit Richter (Hrsg.): Kemet – Die Götter Ägyptens. Art Skript Phantastik Verlag, Salach 2017, ISBN 978-3-945045-14-5.
- Von Göttern und Zaubertränken. In: Jenny Wood (Hrsg.): Halloweenküsse – Süßes oder Saures? Amrûn Verlag, Traunstein 2017, ISBN 978-3-95869-299-2.
- Honig, Rauch und Sandelholz. In: Claudia Rapp (Hrsg.): Lückenfüller 2 – Noch eine Tentakelporn-Anthologie. Amrûn Verlag, Traunstein 2019, ISBN 978-3-95869-127-8.
- Totensand. In: Faye Hell & M. H. Steinmetz (Hrsg.): 13 Lives of Hellcats. Hammer Boox, Bad Krotzingen 2023, ISBN 979-8-35780679-6.
- Eine Münze für einen Gefallen. In: Askin-Hayat Dogan & Elea Brandt (Hrsg.): Urban Fantasy going fat. Verlag OhneOhren, Wien 2023, ISBN 978-3-903296-55-8.

## Auszeichnungen und Nominierungen
- Vincent Preis 2016: 3. Platz Bester Roman national für Letzter Plan[1]
- Deutscher Phantastik Preis 2017: Nominiert Beste deutschsprachige Kurzgeschichte mit Letzter Plan[2]
- Deutscher Phantastik Preis 2019: Nominiert Beste deutschsprachige Kurzgeschichte mit Totenpfade[3]
- Goldener Stephan 2022: Shortlist Bestes Debüt mit Totennacht[4]